# Малобакайский сельский совет (Решетиловский район)
Малобакайский сельский совет (укр. Малобакайська сільська рада) — входит в состав
Решетиловского района
Полтавской области
Украины.
Административный центр сельского совета находится в 
с. Малый Бакай.

## Населённые пункты совета
- с. Малый Бакай
- с. Бакай
- с. Гришки
- с. Мушты